# Baron noir
Baron noir es una serie de televisión francesa de intriga política que se estrenó el 8 de febrero de 2016 en Canal+. La serie fue creada por Eric Benzekri y Jean-Baptiste Delafon.

## Sinopsis
Barón noir es la saga política y judicial sobre Philippe Rickwaert, miembro del Parlamento y el alcalde de Dunkerque, que se encuentra impulsado por una incontenible sed de venganza personal. Entre las rondas de la elección presidencial, ve su inminente colapso cuando su mentor, el candidato izquierdista, le sacrifica para salvar a su campaña. Decidido a reinventar su carrera, Rickwaert utiliza su astucia y conexiones para ganar las luchas políticas en contra de aquellos que lo traicionaron, creando una nueva alianza con el asesor más cercano de su enemigo. Formidable, pero incontrolable, el conflicto entre la verdad y la mentira, cultivando amistades en todos los estratos de la sociedad (incluyendo tanto en la policía como en el crimen organizado), la vida de Philippe Rickwaert se disuelve en un fascinante caos organizado. Rickwaert lleva a la lucha a sus rivales (y a sus propios demonios) en cada oportunidad.

## Reparto

### Principal
- Kad Merad como Philippe Rickwaert
- Niels Arestrup como Francis Laugier
- Anna Mouglalis como Amélie Dorendeu
- Hugo Becker como Cyril Balsan
- Astrid Whettnall como Véronique Bosso

### Secundario
- Laurent Spielvogel como Armand Chambolle
- Jade Phan-Gia como Françoise Levasseur
- Lubna Gourion como Salomé Rickwaert
- Scali Delpeyrat como Martin Borde
- Philippe Résimont como Daniel Kalhenberg
- Eric Caruso como Laurent Mirmont
- Erika Sainte como Fanny Alvergne
- Maryne Bertieaux como Alison

### Invitados
Temporada 1
- Michel Voïta como Jean-Marc Auzanet
- Jean-Pierre Martins como Bruno Rickwaert
- Michel Muller como Gérard Balleroy
- Mahdi Belemlih como Medhi Fateni
- Patrick Rocca como Alain Chistera
- Alban Aumard como Sylvain Buisine
- Yannick Morzelle Cuando Bruce Rickwaert
- Rémy Stiel como Jordania Rickwaert
- Marie Lanchas como Elodie Jacquemot
- Alain más Puntiagudo como Jean-Pierre Barthélémy
- Stéphane Ropa como Boris Valentin
- Phénix Brossard como Sébastien
- Damien Jouillerot como Toph
- Alain Pronnier como Remolino
- Jean-Erns Marie-Louise como Ménadier
- Brigitte Froment como Maryse
- Léon Plazol como Théo
- Sébastien Beuret como Arthur

## Episodios
| Temporada | Temporada | Episodios | Episodios | Emisión original      | Emisión original      |
| Temporada | Temporada | Episodios | Episodios | Primera emisión       | Última emisión        |
| --------- | --------- | --------- | --------- | --------------------- | --------------------- |
|           | 1         | 8         | 8         | 8 de febrero de 2016  | 29 de febrero de 2016 |
|           | 2         | 8         | 8         | 22 de enero de 2018   | 12 de febrero de 2018 |
|           | 3         | 8         | 8         | 10 de febrero de 2020 | 2 de marzo de 2020    |

## Desarrollo y producción
El 29 de febrero de 2016, Eric Benzekri, el escritor de la serie, anunció que la temporada 2 estaría rodada durante la siguiente elección presidencial y sería emitida en 2017.

## Recepción
La serie fue muy bien recibida por los críticos franceses. Le Monde, L'Obs, Les Inrockuptibles, Metro Internacional, Partido Match y Télérama puntuaron a la primera temporada con un 4 sobre 5 estrellas. L'Expresar y Libération le dieron un 3.5 sobre 5 estrellas.

## Premios y nominaciones
| Año  | Premios                                      | Categoría                 | Destinatario                                              | Resultado |
| ---- | -------------------------------------------- | ------------------------- | --------------------------------------------------------- | --------- |
| 2016 | ACS award                                    | Mejor serie de televisión | Canal+                                                    | Nominada  |
| 2016 | ACS award                                    | Mejor guion               | Eric Benzekri & Jean-Baptiste Delafon                     | Nominados |
| 2016 | ACS award                                    | Mejor director            | Ziad Doueiri                                              | Nominado  |
| 2016 | ACS award                                    | Mejor actor               | Niels Arestrup                                            | Nominado  |
| 2016 | ACS award                                    | Mejor actor               | Kad Merad                                                 | Ganador   |
| 2016 | ACS award                                    | Mejor actriz              | Anna Mouglalis                                            | Nominada  |
| 2016 | ACS award                                    | Mejor producción          | Kwaï                                                      | Nominado  |
| 2017 | Globe de cristal awards                      | Mejor serie de televisión | Eric Benzekri & Jean-Baptiste Delafon                     | Nominados |
| 2017 | Trophées du film français                    | Mejor guion-producción    | Thomas Bourguignon, Eric Benzekri & Jean-Baptiste Delafon | Ganadores |
| 2017 | 45 Edición de los premios Emmy internacional | Mejor actor               | Kad Merad                                                 | Nominado  |